# Barsuk Records
Barsuk Records è una casa di discografica indipendente con sede a Seattle, Washington. Il suo logo è il disegno di un cane con un vinile in bocca. Il nome della casa deriva da una parola russa che significa "tasso".

## Artisti
- ¡All-Time Quarterback!
- Aqueduct
- Aveo
- Babes
- David Bazan
- Blunt Mechanic
- Charly Bliss
- Chris Walla
- Cymbals Eat Guitars
- Death Cab for Cutie
- Ben Gibbard
- Harvey Danger
- The Dismemberment Plan
- The Globes
- Jessamine
- Jim Noir
- Kennedy
- Kind of Like Spitting
- Lackthereof
- Little Champions
- The Long Winters
- Maps & Atlases
- Mates of State
- Mathieu Santos
- Menomena
- Travis Morrison (of The Dismemberment Plan)
- Nada Surf
- Now, Now
- Phantogram
- Pearly Gate Music
- Pea Soup
- The Prom
- Ra Ra Riot
- Ramona Falls
- The Revolutionary Hydra
- Rilo Kiley
- Say Hi
- Smoosh
- Starlight Mints
- Sunset Valley
- Jesse Sykes & The Sweet Hereafter
- They Might Be Giants
- This Busy Monster
- John Vanderslice
- Viva Voce
- Rocky Votolato
- What Made Milwaukee Famous
- The Wooden Birds
- Yellow Ostrich